# 国道493号
国道493号（こくどう493ごう）は、高知県高知市から安芸郡東洋町に至る一般国道である。

## 概要
1993年（平成5年）4月1日に国道制定施行された（前身は高知県道11号奈半利東洋線）。国道55号が高知市から徳島市まで終始海岸線を走るのに対し、当路線は室戸岬をショートカットする形をとる。しかし、四郎ヶ野峠（安芸郡北川村・東洋町、北緯33.506434度分秒 東経134.212899度分秒）を代表とする山間部区間では未整備の狭隘な道が続くため、現況では速達ルートとしての効果はあまり望めない。なお、奈半利川沿いの道の一部はかつての魚梁瀬森林鉄道の路盤を舗装したものである。
地域高規格道路阿南安芸自動車道の一部（北川奈半利道路、北川道路、野根安倉道路）として芝崎IC（奈半利町芝崎） - 野根IC（東洋町野根で事業中）間で整備が進められている。
2003年（平成15年）3月1日、自動車専用道路北川奈半利道路の一部区間（安芸郡北川村内）が開通し、残りの区間も2010年（平成22年）8月20日に開通した。

### 路線データ
一般国道の路線を指定する政令に基づく起終点および重要な経過地は次のとおり。
- 起点：高知市（県庁前交差点 = 国道32号・国道55号終点、国道33号・国道56号・国道194号・国道195号・国道197号起点）
- 終点：高知県安芸郡東洋町（東洋町野根交差点 = 国道55号交点、高知県道12号安田東洋線終点）
- 重要な経過地：南国市、安芸市、高知県安芸郡奈半利町、同郡北川村
- 総延長 : 112.4 km（重用延長を含む。）[3][注釈 2]
- 重用延長 : 63.1 km[3][注釈 2]
- 未供用延長 : なし[3][注釈 2]
- 実延長 : 49.3 km[3][注釈 2]
  - 現道 : 43.4 km[3][注釈 2]
  - 旧道 : 0.8 km[3][注釈 2]
  - 新道 : 5.1 km[3][注釈 2]
- 指定区間：国道32号、国道55号と重複する区間（高知市・県庁前交差点（起点） - 安芸郡奈半利町（北緯33度25分33秒 東経134度01分09秒 / 北緯33.425813度 東経134.019262度））[4]

## 歴史

### 年表
- 1993年（平成5年）4月1日 - 一般国道493号指定。

### 工事概要
- 2003年（平成15年）3月1日 - 柏木IC - 野友IC（3.1 km）が開通。
- 2020年（令和2年）12月5日 - 2014年（平成26年）に大規模な地滑り被害（後述）に遭った安芸郡北川村小島の国道493号の復旧と改良のために高知県が整備を進めていた「小島トンネル」（913 m）が開通[5]。

### 災害
- 2011年（平成23年）7月19日 - 平成23年台風第6号の豪雨による発生した土石流で安芸郡北川村小島、平鍋、和田の3箇所が被災し仮復旧に約3カ月要した[6]。
- 2014年（平成26年）8月9日 - 平成26年台風第11号の豪雨で安芸郡北川村で3箇所で崩落が発生。北川村平鍋の集落が孤立[7]。

## 路線状況

### 重複区間
- 国道56号・国道197号（高知市本町五丁目・県庁前交差点（起点） - 高知市知寄町1丁目・知寄町一丁目交差点）
- 国道195号（高知市本町五丁目・県庁前交差点（起点） - 高知市知寄町三丁目・知寄町三丁目交差点（北緯33度33分27秒 東経133度33分55秒 / 北緯33.557580度 東経133.565199度））
- 国道32号（高知市本町五丁目・県庁前交差点（起点） - 高知市介良）
- 国道55号（高知市本町五丁目・県庁前交差点（起点） - 安芸郡奈半利町）

### 道路施設

#### トンネル
- 小島トンネル：延長913 m[5]、2020年（令和2年）竣工、安芸郡北川村

#### 道の駅
- やす（香南市、国道55号重複区間内）
- 大山（安芸市、国道55号重複区間内）

## 地理

### 通過する自治体
- 高知県
  - 高知市 - 南国市 - 香南市 - 安芸郡芸西村 - 安芸市 - 安芸郡安田町 - 安芸郡田野町 - 安芸郡奈半利町 - 安芸郡北川村 - 安芸郡東洋町

### 交差する道路
| 交差する道路 | 市町村名 | 市町村名 | 交差する場所     | 交差する場所            |
| --- | -------- | -------- | ---------------- | ----------------------- |
| 国道32号 重複区間起点 国道33号 国道55号 重複区間起点 国道56号 重複区間起点 国道194号 国道195号 重複区間起点 国道197号 重複区間起点 | 高知市   | 高知市   | 本町五丁目       | 高知県庁前交差点 / 起点 |
| 国道32号 / 別線 高知県道34号桂浜はりまや線                                                                                         | 高知市   | 高知市   | はりまや町一丁目 | はりまや交差点          |
| 国道56号 重複区間終点 国道197号 重複区間終点                                                                                       | 高知市   | 高知市   | 知寄町一丁目     | 知寄町一丁目交差点      |
| 国道195号 重複区間終点 | 高知市   | 高知市   | 知寄町三丁目     | 知寄町三丁目交差点      |
| 国道55号 / バイパス 高知県道376号高知南インター線                                                                                  | 高知市   | 高知市   | 高須新町一丁目   | 高須新町一丁目交差点    |
| 高知県道243号田村高須線 | 高知市   | 高知市   | 高須一丁目       | 高知市介良通り交差点    |
| 高知県道248号栗山大津線 | 高知市   | 高知市   | 介良             |                         |
| 国道32号 重複区間終点 高知県道375号なんこく南インター線                                                                            | 高知市   | 高知市   | 介良             |                         |
| 高知県道45号南国インター線 | 南国市   | 南国市   | 大埇             |                         |
| 南国広域農道 | 南国市   | 南国市   | 田村             |                         |
| 高知県道31号前浜植野線 | 南国市   | 南国市   | 田村             | 南国市田村交差点        |
| 高知県道13号高知空港線 | 南国市   | 南国市   | 物部             |                         |
| 高知県道240号遠崎野市線 | 香南市   | 香南市   | 野市町西野       |                         |
| 高知県道22号龍河洞公園線 | 香南市   | 香南市   | 野市町東野       |                         |
| 国道55号 / 南国安芸道路 | 香南市   | 香南市   | 野市町東野       | 香南のいちIC            |
| 高知県道14号春野赤岡線 高知県道30号香北赤岡線                                                                                      | 香南市   | 香南市   | 赤岡町           | 赤岡町横町交差点        |
| 高知県道228号赤岡停車場線 | 香南市   | 香南市   | 赤岡町           |                         |
| 高知県道227号山北岸本停車場線 | 香南市   | 香南市   | 香我美町岸本     | 香我美町岸本交差点      |
| 高知県道221号奥西川岸本線 | 香南市   | 香南市   | 香我美町岸本     |                         |
| 高知県道51号夜須物部線 | 香南市   | 香南市   | 夜須町坪井       |                         |
| 高知県道225号手結港線 | 香南市   | 香南市   | 夜須町手結       |                         |
| 国道55号 / 南国安芸道路 | 安芸郡   | 芸西村   | 西分             | 芸西西IC                |
| 高知県道216号羽尾琴浜線 | 安芸郡   | 芸西村   | 和食             |                         |
| 高知県道389号安芸中インター線 | 安芸市   | 安芸市   | 幸町             |                         |
| 高知県道29号安芸物部線 | 安芸市   | 安芸市   | 港町二丁目       |                         |
| 高知県道212号宮ノ上川北線 | 安芸市   | 安芸市   | 川北             | 安芸市川北交差点        |
| 高知県道208号奈比賀川北線 | 安芸市   | 安芸市   | 川北             |                         |
| 高知県道207号大久保伊尾木線 | 安芸市   | 安芸市   | 伊尾木           |                         |
| 高知県道12号安田東洋線 | 安芸郡   | 安田町   | 大字安田         |                         |
| 高知県道206号西谷田野線 | 安芸郡   | 田野町   |                  |                         |
| 高知県道205号奈半利港線 | 安芸郡   | 奈半利町 |                  |                         |
| 国道55号 重複区間終点 | 安芸郡   | 奈半利町 |                  |                         |
| 国道493号 / バイパス | 安芸郡   | 奈半利町 |                  |                         |
| 高知県道206号西谷田野線 重複区間起点                                                                                               | 安芸郡   | 北川村   | 大字野友         |                         |
| 高知県道206号西谷田野線 重複区間終点                                                                                               | 安芸郡   | 北川村   | 大字野友         |                         |
| 国道493号 / バイパス | 安芸郡   | 北川村   | 大字柏木         | 柏木IC                  |
| 高知県道12号安田東洋線 重複区間起点                                                                                                | 安芸郡   | 北川村   | 大字ニタ又       |                         |
| 徳島県道・高知県道101号船津野根線                                                                                                  | 安芸郡   | 東洋町   | 大字野根         |                         |
| 国道55号 高知県道12号安田東洋線 重複区間終点                                                                                       | 安芸郡   | 東洋町   | 大字野根         | 東洋町野根交差点 / 終点 |

### 交差する鉄道
- 土佐くろしお鉄道ごめん・なはり線

### 峠
- 四郎ヶ野峠（安芸郡北川村 - 安芸郡東洋町）